# (265) Anna
(265) Anna – planetoida z pasa głównego asteroid okrążająca Słońce w ciągu 3 lat i 280 dni w średniej odległości 2,42 j.a. Została odkryta 25 lutego 1887 roku w Obserwatorium Uniwersyteckim w Wiedniu przez Johanna Palisę. Nazwa planetoidy pochodzi prawdopodobnie od imienia Anny Weiss z domu Kretschmar, synowej astronoma Edmunda Weissa, dyrektora wiedeńskiego obserwatorium.